# Mais esperto que o diabo
Mais esperto que o diabo é um livro de Napoleon Hill. Foi escrito originalmente em 1938, mas lançado apenas em 2011, com comentários de Sharon Lechter. Vendeu mais de 100 milhões de cópias em todo o mundo.

## Conteúdo
No livro narra-se uma entrevista entre o Senhor Humano e o Diabo, autodenominado "Sua Majestade". O livro ensina a superar medos e limitações e aproveitar a adversidade para descobrir um benefício equivalente. Entrevistando o Diabo, o autor identifica os maiores obstáculos para o desenvolvimento humano: medo, procrastinação, raiva, ciúmes, que são tidos como ferramentas do diabo para a alienação humana.